# Marantochloa microphylla
Marantochloa microphylla là một loài thực vật có hoa trong họ Marantaceae. Loài này được (Koechlin) Dhetchuvi mô tả khoa học đầu tiên năm 1996.